# 阮毅成
阮毅成（1905年11月15日—1988年7月28日），字静生，号思宁，学名冠华，浙江余姚临山人，法学家。

## 经历
1918年，入读浙江省立第一中学（今杭州高级中学）。五四运动时期，曾参与组织“新吾学社”，与查猛济合伙创办《明星》（月刊）。后来《明星》月刊先后改名作《双十》、《浙江新潮》，是浙江省最早的白话思想潮流刊物。1927年，于中国公学大学部政治与经济系毕业。毕业后赴法国留学。1931年，于法国巴黎大学毕业，获法学硕士学位。1931年，回国，先后担任国立中央大学法学院教授、中央政治学校教授兼法律系主任、《时代公论》主编。
1937年，担任浙江省第四行政督察专员。中国抗日战争早期，担任浙江省政府委员兼民政厅厅长、英士大学教授、英士大学行政专修科主任等职。抗战胜利后，参与筹建浙江大学法学院，并担任国立浙江大学法学院首任院长。1946年，任南京国民政府制宪国民大会代表。1949年，赴台湾。先后担任《台灣日報》、《中央日報》社长、《东方杂志》主编、中山学术文化基金会董事会董事兼总干事、国立政治大学教授兼法律系主任、世界新闻专科学校教授等职。

## 家屬
- 父：阮性存，字荀伯(1874年－1928年)，早年留學日本，曾參加辛亥革命，為杭州第一位名律師。
- 妻：錢英，中華民國第一屆立法委員，是著名的立法院十姐妹之一。育有子女六人，次子阮大正、三子阮大方、五子阮大仁均為知名政治評論家。

## 逸闻
为人有儒雅之名。善收藏。
- 劉學銚：阮毅成是個天才，空手就可以教民法，二十六歲法國留學回來就當法律系主任，大概三十歲就當浙江省民政廳長。

## 著作
- 《政言》
- 《国际私法》
- 《中国亲属法概论》
- 《法语》
- 《陪审制度》（为法学名著）
- 《制宪日记》（台湾商务印书馆，1970年出版）
- 《地方自治与新县制》（联经出版，1978年11月出版）
- 《政治论丛》
- 《比较宪法》

### 遗有著作
- 《毅成文稿》
- 《八十憶述》